# 22138 Laynrichards
22138 Laynrichards è un asteroide della fascia principale. Scoperto nel 2000, presenta un'orbita caratterizzata da un semiasse maggiore pari a 3,1788773 UA e da un'eccentricità di 0,1539329, inclinata di 2,03146° rispetto all'eclittica.